# Distretto di Tuzlukçu
Il distretto di Tuzlukçu (in turco Tuzlukçu ilçesi) è uno dei distretti della provincia di Konya, in Turchia.